# Phoebemima theaphia
Phoebemima theaphia là một loài bọ cánh cứng trong họ Cerambycidae.